# كارلو ناش
كارلو ناش (بالإنجليزية: Carlo Nash) (مواليد 13 سبتمبر 1973 في بولتون - إنجلترا) لاعب كرة قدم إنجليزي يلعب حاليا لصالح نادي الدرجة الممتازة إيفرتون الإنجليزي منذ 2008 في مركز حارس مرمى .

## روابط خارجية
- كارلو ناش على موقع قاعدة بيانات كرة القدم.إي يو (الإنجليزية)
- كارلو ناش على موقع Soccerbase.com (لاعب) (الإنجليزية)
- كارلو ناش على موقع Soccerway.com (الإنجليزية)
- كارلو ناش على موقع عالم كرة القدم.نت (الإنجليزية)
- كارلو ناش على موقع كووورة
- كارلو ناش على موقع AS.com (الإسبانية)